# Klaus Reichert
Klaus Reichert (3 de junio de 1947) es un deportista alemán que compitió para la RFA en esgrima, especialista en la modalidad de florete.
Participó en tres Juegos Olímpicos de Verano, obteniendo dos medallas, oro en Montreal 1976 y plata en Los Ángeles 1984. Ganó seis medallas en el Campeonato Mundial de Esgrima entre los años 1973 y 1987, y una medalla en el Campeonato Europeo de Esgrima de 1983.

## Palmarés internacional
| Juegos Olímpicos   | Juegos Olímpicos             | Juegos Olímpicos  | Juegos Olímpicos    |
| Año                | Lugar                        | Medalla           | Prueba              |
| ------------------ | ---------------------------- | ----------------- | ------------------- |
| 1976               | Montreal (Canadá)            | Medalla de oro    | Florete por equipos |
| 1984               | Los Ángeles (Estados Unidos) | Medalla de plata  | Florete por equipos |
| Campeonato Mundial |                              |                   |                     |
| Año                | Lugar                        | Medalla           | Prueba              |
| 1973               | Gotemburgo (Suecia)          | Medalla de plata  | Florete por equipos |
| 1977               | Buenos Aires (Argentina)     | Medalla de oro    | Florete por equipos |
| 1979               | Melbourne (Australia)        | Medalla de bronce | Florete por equipos |
| 1983               | Viena (Austria)              | Medalla de oro    | Florete por equipos |
| 1985               | Barcelona (España)           | Medalla de plata  | Florete por equipos |
| 1987               | Lausana (Suiza)              | Medalla de oro    | Florete por equipos |
| Campeonato Europeo |                              |                   |                     |
| Año                | Lugar                        | Medalla           | Prueba              |
| 1983               | Lisboa (Portugal)            | Medalla de plata  | Florete individual  |